# 上瓦瑟法勒山

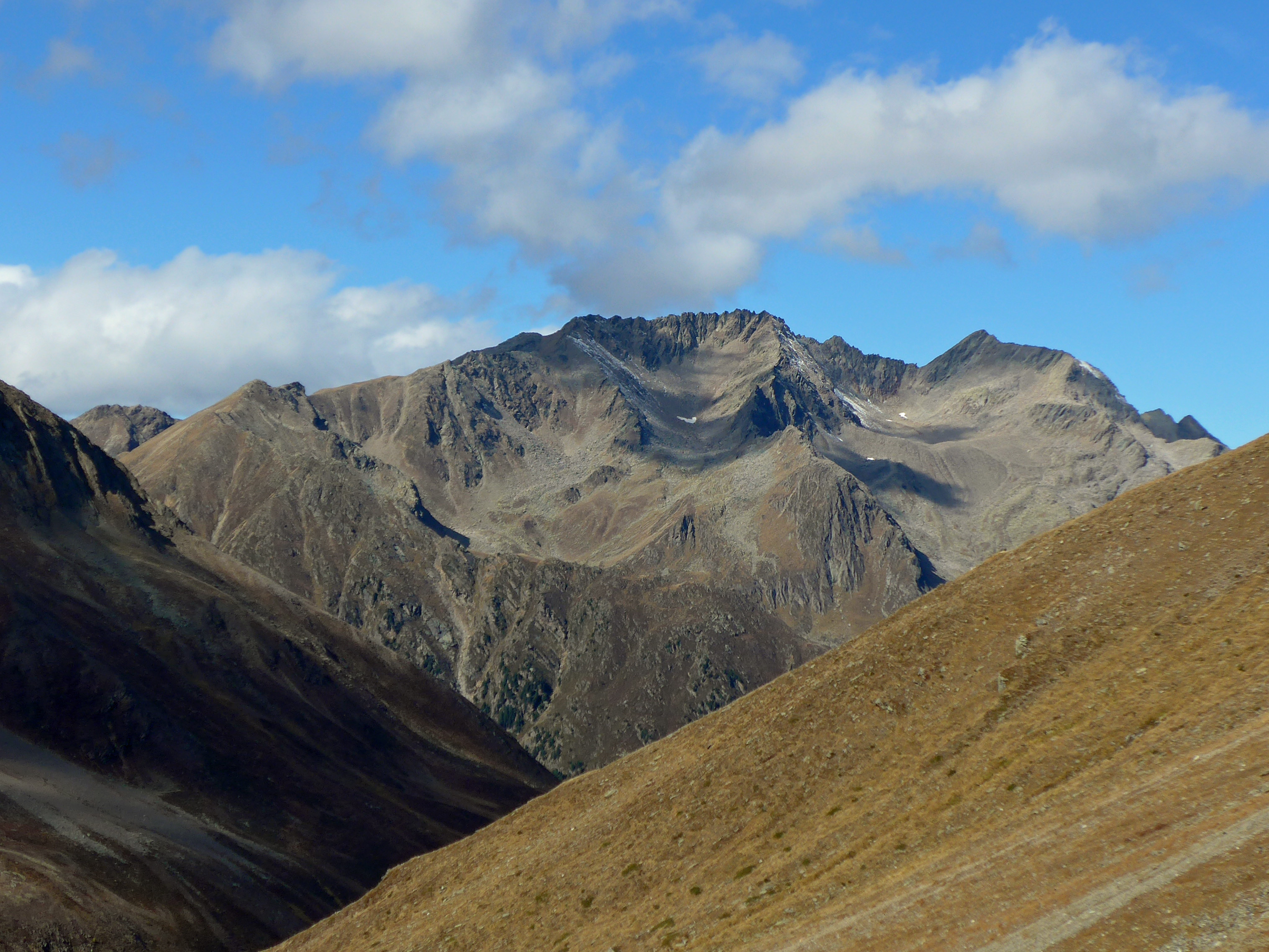

47°9′54″N 10°58′18″E / 47.16500°N 10.97167°E
上瓦瑟法勒山（德語：Hohe Wasserfalle），是奧地利的山峰，位於該國西部，由蒂羅爾州負責管轄，屬於斯圖拜阿爾卑斯山脈的一部分，距離霍赫賴希山0.6公里，海拔高度3,003米，人類在1890年8月28日首次登頂。